# Paul Urmuzescu
Paul Urmuzescu (* 28. Juni 1928 in Bukarest; † 19. Februar 2018) war ein rumänischer Komponist.
Urmuzescu studierte am Konservatorium Ciprian Porumbescu in Bukarest und arbeitete von 1947 bis 1964 als Toningenieur und Redakteur für Radio Bukarest. Danach war er bis 1979 Leiter der musikalischen Unterhaltungsprogramme und Produzent beim rumänischen Fernsehen. Er war musikalischer Leiter des Musikfestivals Cerbul de Aur in Brașov. Ab den 1990er Jahren führte er die Musikregie bei zahlreichen Aufführungen am Teatrul Național Radiofonic und dem Teatrul Masca in Bukarest.
Neben sinfonischen Werken, elektroakustischer Musik, mehreren Musicals  und einer Oper komponierte Urmuzescu zahlreiche Film-, Hörspiel-  und Schauspielmusiken, Musiken zu Trickfilmen und für das Marionettentheater.

## Werke
- Amnarul Musical nach Hans Christian Andersen, UA 1978
- Doktor Dyregod, Musical, UA 1980
- Inscripție la hora unirii für Sinfonieorchester, 1978
- Vila cu iluzii, Musical, UA 1983
- Zborul păsării măiastre, Ballettsuite, 1983
- Interludiu, sinfonisches Stück, 1984
- Divertisment für Solisten und Orchester, 1984
- Imagini Citadine, sinfonische Suite, 1985
- Cetatea veche, sinfonisches Stück, 1985
- Florile iubirii, sinfonisches Stück, 1985
- Poveste, sinfonisches Stück, 1985
- Dimineața, sinfonisches Stück, 1985
- Vizita, sinfonisches Stück, 1986
- Eminescu, Oper nach einem Libretto von Gheorghe Buluta, UA 1989
- Konzert für Harfe und Orchester, 1990
- Ivan Turbinca Musical nach Ion Creangă, UA 1992
- 1. Sinfonie, 1992
- 2. Sinfonie, 1992
- Anamorfoze, drei Stücke für Synthesizer, 1992
- Asintonii für präpariertes Klavier und Tonband, 1992
- Albă ca Zăpada, Musical, UA 1993
- Perludiu liric pentru harpa, 1993
- Dans ritual für Klavier, 1994
- Ficțiune ambientală für Synthesizer und Computer, 1996
- Înger și Demon, Poem für Synthesizer und Computer, 1996
- Cronos für Synthesizer, Tonband und Computer, 1997
- Anotimpuri, Allegorie für elektronische Instrumente, 1997
- Epos, Ballade für Harfe, 1998
- Studiu für Harfe, 1998
- Ragtime für Harfe, 1999
- Bagatela für Flötentrio, 1999
- Burlesca für Streichorchester, 1999
- Imagini de vacanță, Klaviersuite, 2000
- Pantomima für Klavier, 2000
- Toccata brevis für Klavier, 2001
- Mioritica für Instrumentaltrio, 2001
- Conversație für Klavier, 2001
- Fanfare für Bläserquintett, 2001
- Joaca de copii für Panflöte und Klavier, 2003
- Joaca de copii für Nai und Orchester, 2003
- Interferențe für zwei Klaviere, 2003
- Boite a Musique für Harfe, 2003
- Jazz-Toccata für Klavier und Schlagzeug, 2004
- Burlesca für Vibraphon und Klavier, 2004
- Quasi fugato für Streicher, 2005
- Eseuri musicale (A) für Instrumentaltrio, 2006
- Eseuri musicale (B) für Flöte, Oboe und Fagott, 2006
- Eseuri musicale (C) für Fagott und Harfe, 2006